# پوشکاش ۸۲۶۵۶
سیارک ۸۲۶۵۶ (به انگلیسی: 82656 Puskas، نامگذاری:2001PQ13) هشتاد و دو هزار و ششصد و پنجاه و ششمین سیارک کشف شده‌است که در ۱۰ اوت ۲۰۰۱ کشف شد.